# Stanley F. Donath
Fritz Donath, später Stanley Frederick Donath (* 29. November 1905 in Wien; † 25. Juni 1980 im Miami-Dade County) war ein österreichisch-US-amerikanischer Schriftsteller und Dramaturg.

## Leben
Donath war Kaufmann in Wien und zeitweise als Dramaturg beim Deutschen Volkstheater beschäftigt. Arthur Schnitzler erwähnt in seinem Tagebuch Donaths Novelletten, den Text Robert Blum, sowie ein Theaterstück Sträflinge. Ab 1925 wurden Texte in Wiener Blättern veröffentlicht, darunter die Novellen Hannah und Geschwister .
Bereits 1922 aus dem Judentum ausgetreten, musste er 1940 über England in die Vereinigten Staaten fliehen, wo er 1945 eingebürgert wurde.
Sein im Exil erschienener Roman The Lord is a Man of War (1944) erzählt von einem tschechischen Flüchtling, der während des Zweiten Weltkriegs zurück nach Europa reist, um Rache an einem SS-Mann, dem Mörder seines Vaters, zu nehmen. Der historische Roman Brood of Eagles (1958) spielt während der Französischen Revolution.

## Werke
- The Lord is a Man of War. Alfred A. Knopf, New York 1944.
- Brood of eagles. Messner, New York 1958.